# Віялокрилки
Віялокрилки (Alucitidae) — родина лускокрилих комах. Включає близько 210 видів.

## Поширення
Родина поширена по всьому світі. Найбільшого різноманіття сягає у тропіках Старого Світу.

## Опис
Це дрібні молі з розмахом крил 7-20 мм. Кожне крило розділене на 6 вузьких лопатей з бахромою. Візерунок мінливий, у вигляді 2 поперечних перев'язей, що проходять через всі лопаті. Ноги довгі, тонкі. Гомілки передніх ніг з епіфізом, задні — з 2 парами шпор. Губні щупики довгі, 2-й членик густо вкритий волосками, 3-й членик гладкий, тонкий. Щелепні щупики слабо виражені. Хоботок розвинений.

## Спосіб життя
Метеликі активні у сутінках. Живляться нектаром. Деякі види зимують на стадії імаго. Гусениці живляться на квітках та інших частинах рослин, іноді утворюють гали. Заляльковуються в ґрунті в коконі.

## Роди
- Alinguata[en]
- Alucita[en]
- Hebdomactis[en]
- Hexeretmis[en]
- Microschismus[en]
- Paelia[en]
- Prymnotomis[en]
- Pterotopteryx[en]
- Triscaedecia[en]